# Подвижной состав Нью-Йоркского метрополитена
Подвижной состав Нью-Йоркского метрополитена (англ. New York City Subway rolling stock) — комплекс пассажирских, служебных, технических транспортных средств, использующихся в метрополитене Нью-Йорка с целью осуществления пассажирских перевозок и обслуживания инфраструктуры.

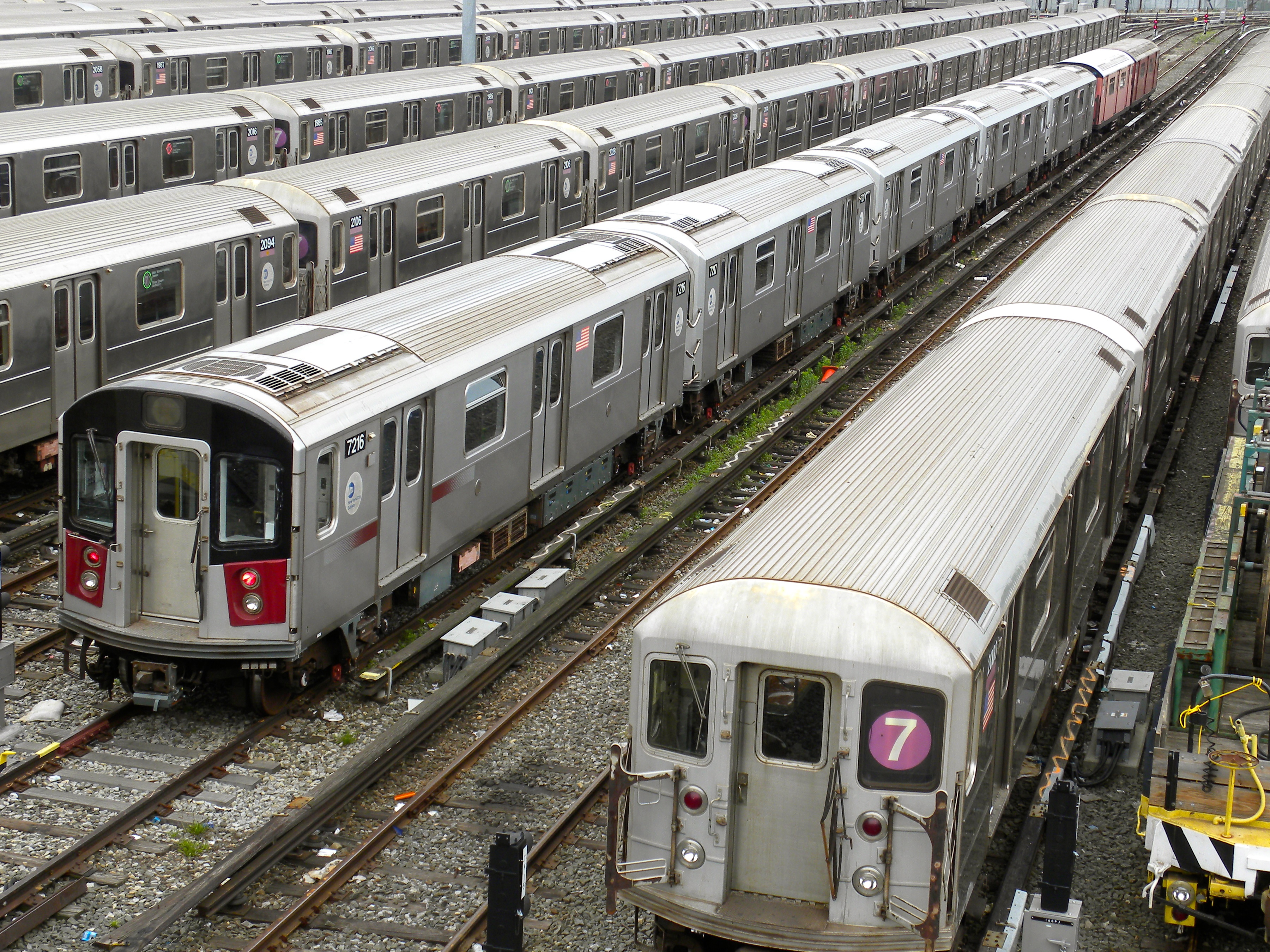
Поезда разных моделей в депо

## Описание системы

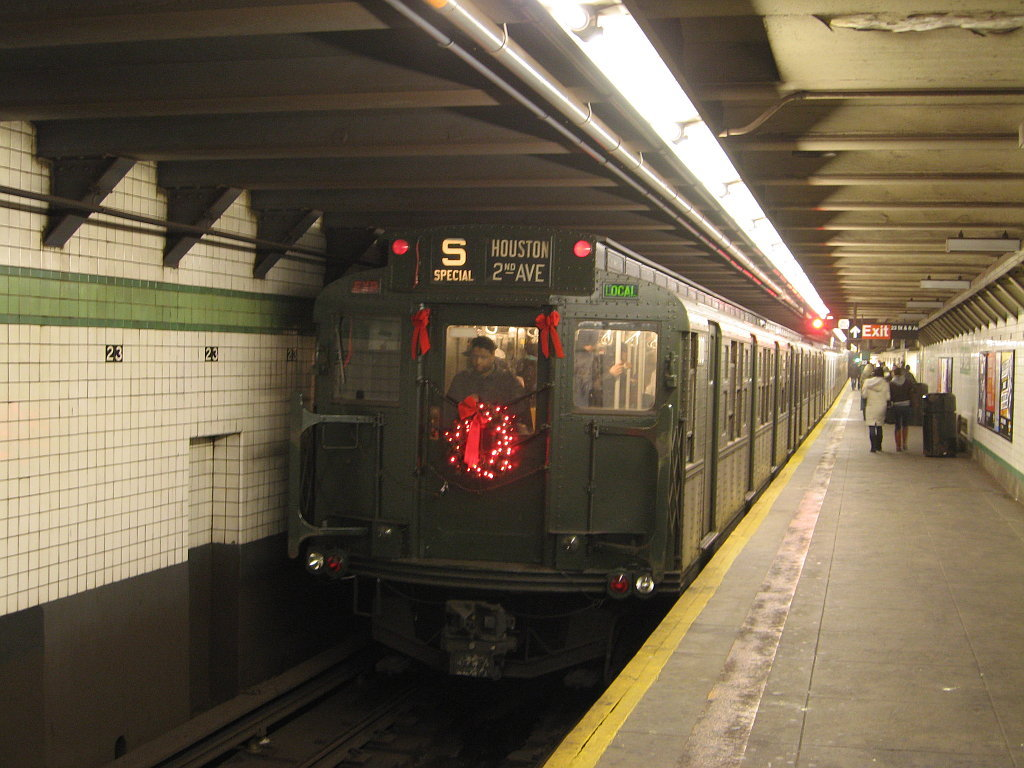
«Holiday Shopper’s Special», поезд из вагонов R1, R4, R6, R7A и R9 на станции 23-я улица (Шестая авеню)

Система поддерживает два отдельных парка пассажирских вагонов: один для маршрутов «А Division» (пронумерованных, бывшая компания IRT), другой для маршрутов «B Division» (буквенных, BMT и IND). Всё оборудование дивизиона А имеет приблизительно 2,67 м в ширину и 15,54 м в длину. Оборудование дивизиона B имеет ширину 3,05 м и длину 18,44 м или 23,01 м. Поезда дивизиона А и дивизиона B работают только в своём собственном дивизионе, эксплуатация в другом дивизионе не допускается. Весь подвижной состав, как в дивизионе А, так и B, работает на одной и той же стандартной колее 1435 мм. Типичный поезд состоит из 8-10 вагонов, хотя на практике диапазон составляет от 2 до 11 вагонов. Подвижной состав метрополитена работал под управлением Interborough Rapid Transit (IRT), Brooklyn-Manhattan Transit (BMT), Independent Subway System (IND). После контроль над метрополитеном получили власти города в лице New York City Transit Authority. Модели вагонов, приобретённых Нью-Йорком с момента создания Independent Subway System, а для других подразделений начиная с 1948 года, обозначаются буквой «R», за которой следует номер.

### Текущее состояние
Пассажирский парк Нью-Йоркского метрополитена состоял из 6684 вагонов в 2019 году. Общий пробег в том же году составил 587 410 000 километров. Подвижной состав перевёз за этот же год 1 698 000 000 пассажиров. Благодаря повышению качества поездов и системы обслуживания пробег между ремонтами в среднем составил 205 582 км (в 1982 году данный показатель равнялся 11 498 км).

## История

### Первый этап развития

#### Поезда на линиях компании Interborough Rapid Transit
В 1880-х годах использовались в основном поезда на паровой тяге, вагоны были деревянными, выход осуществлялся через тамбур. Производителями вагонов были компании Wason, Gilbert and Bush, the Pullman Company. Они создавались для разных компаний операторов, до объединения в виде Interborough Rapid Transit.
Поезда на паровой тяге постепенно модифицировались и переводились на электрическую тягу. После переделки старые вагоны XIX века встречались в эксплуатации вплоть до середины XX века.
Заказы на деревянные вагоны оформлялись до 1903 года, однако по заключённым контрактам производство продолжалось, и лишь к 1911 году на линии стали поступать только новые, со стальной рамой вагоны.

В старых вагонах использовалось ручное управление открыванием дверей, однако кризис 1920-х годов вынудил операторов метрополитена сократить персонал, переделав механизм открывания дверей под дистанционное управление (система MUDC), таким образом штатный экипаж поезда сократился с семи человек до двух. Всего переделке подверглись 464 вагона. Некоторые из таких поездов использовались до 1956 года.

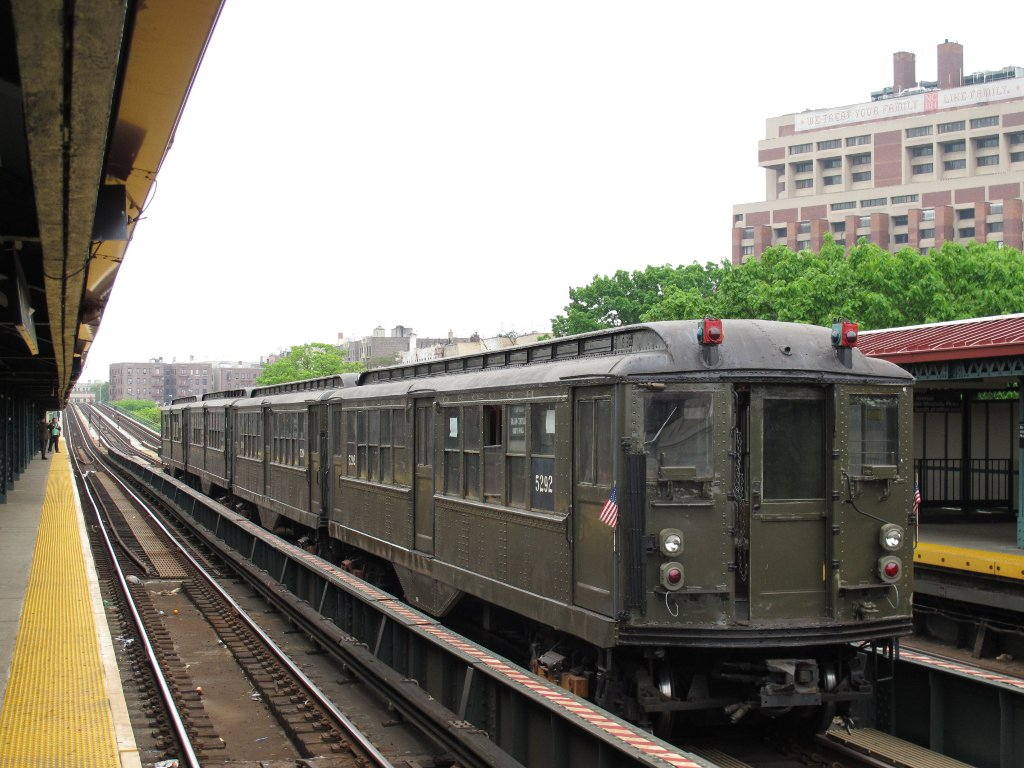
Наиболее распространённый состав Lo-V после реставрации
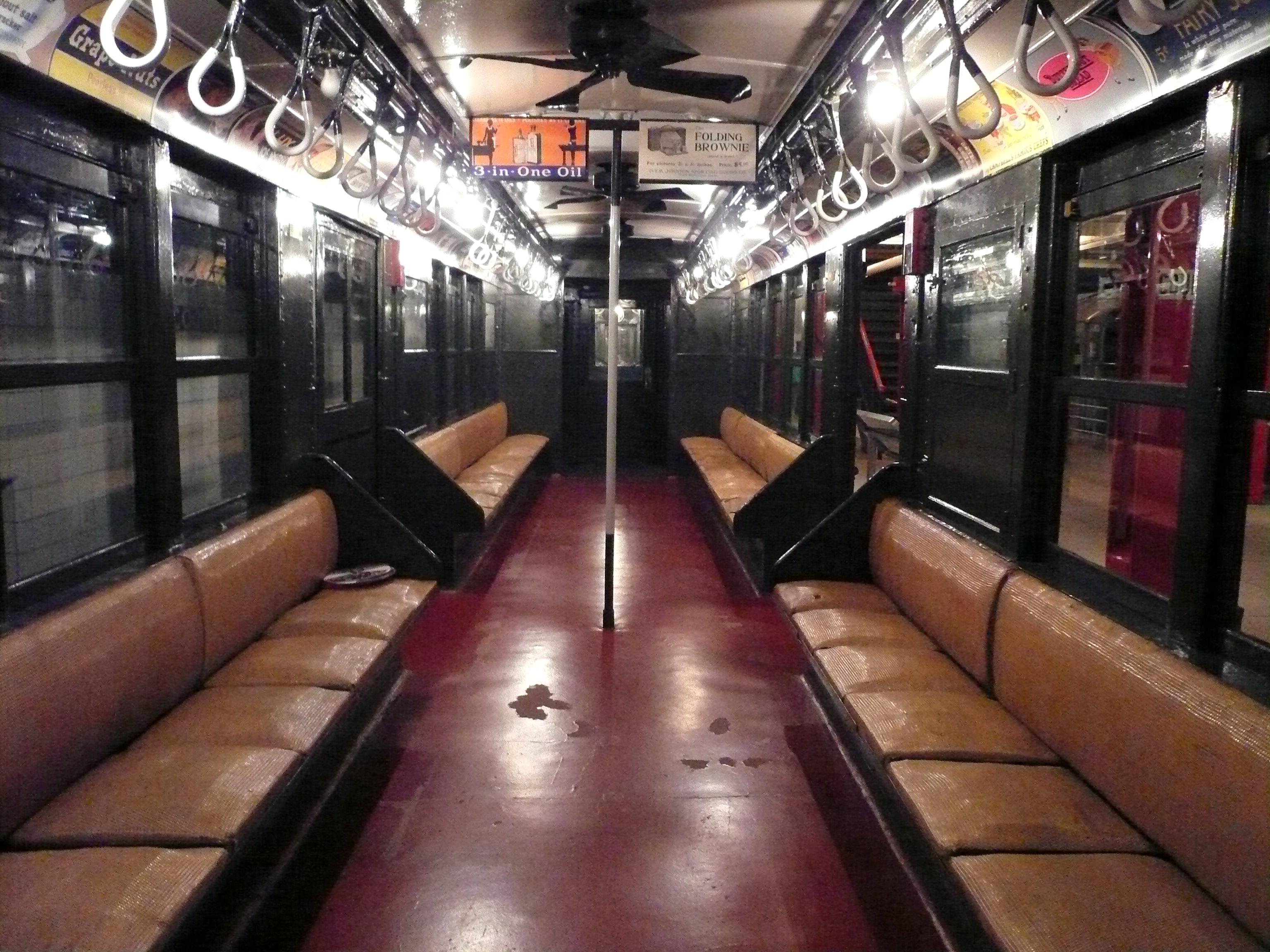
Интерьер вагона Lo-V

#### Поезда на линиях Brooklyn Rapid Transit

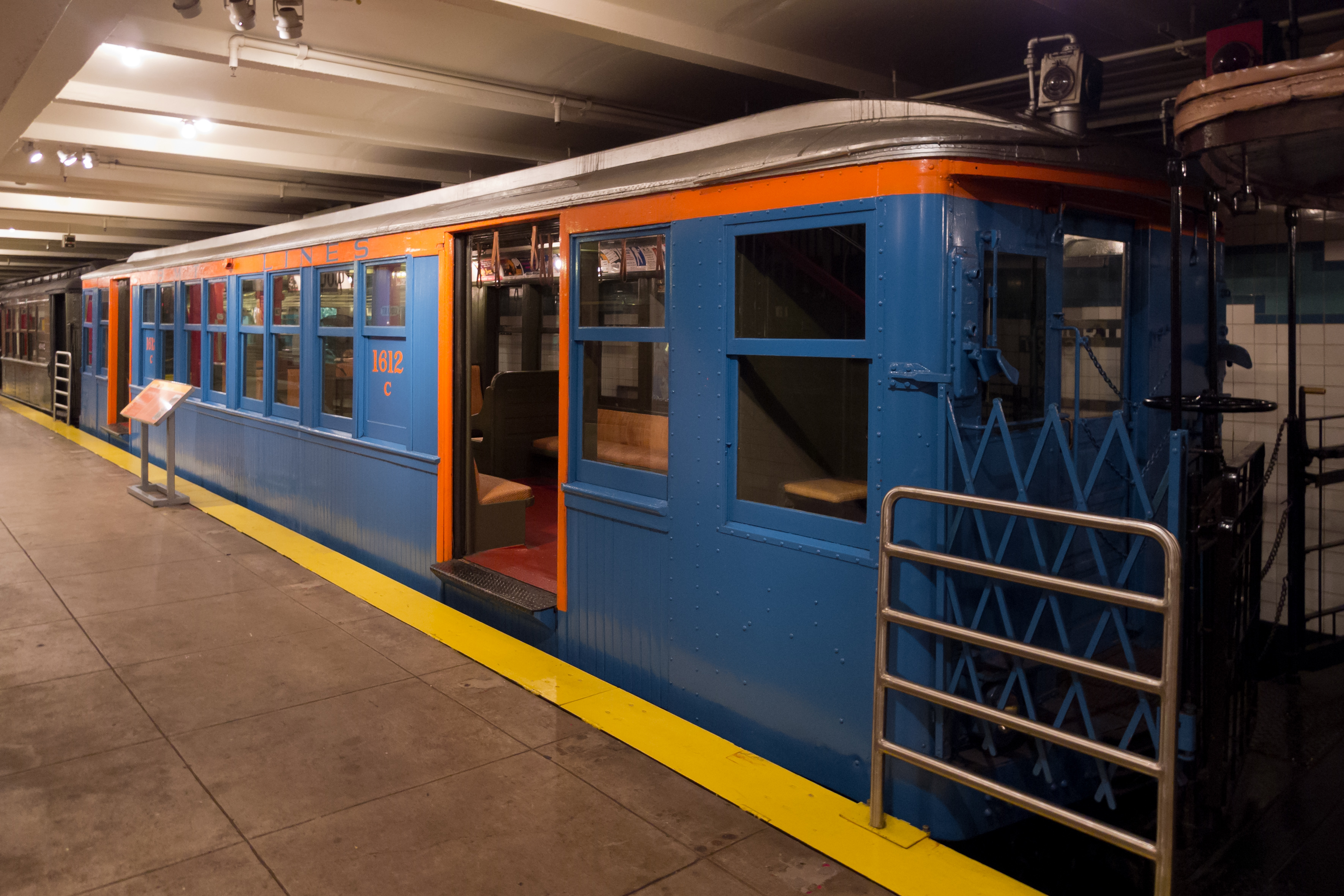
Вагон Q построен в 1908 году

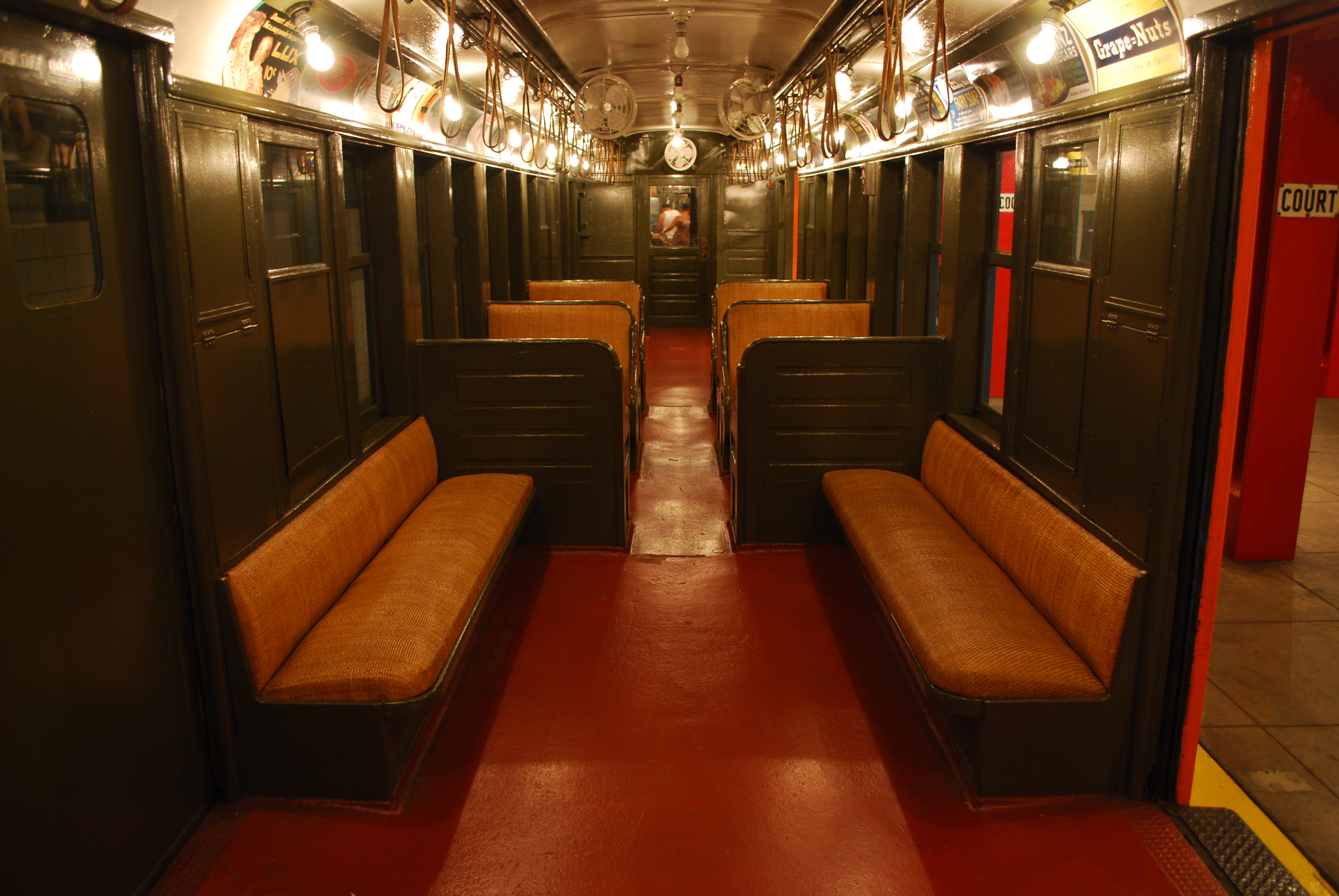
Интерьер вагона Q

К вагонам класса Q можно отнести поезда на электрической тяге, созданные для Brooklyn Rapid Transit серий 1200 и 1400. Это были поезда с полностью металлической рамой, однако стены и крыша были выполнены полностью из дерева. Вагоны имели открытый тамбур. Произведенные в 1903—1907 годах, они находились в эксплуатации около 30 лет на линиях систем BRT и BMT.
30 трехвагонных составов были в дальнейшем модернизированы (убраны открытые платформы, установлены раздвижные двери с пневмоприводами и дистанционным управлением) и эксплуатировались до 1969 года.

#### Конец первого периода
Период развития подвижного состава метрополитена до 1948 года можно определить как период внедрения первого поколения поездов метро. Кроме вышеупомянутых, к ним можно отнести вагоны серий от R1 до R9, использовавшиеся на линиях IRT. Несмотря на многочисленные различия, поезда имели характерный внешний вид.

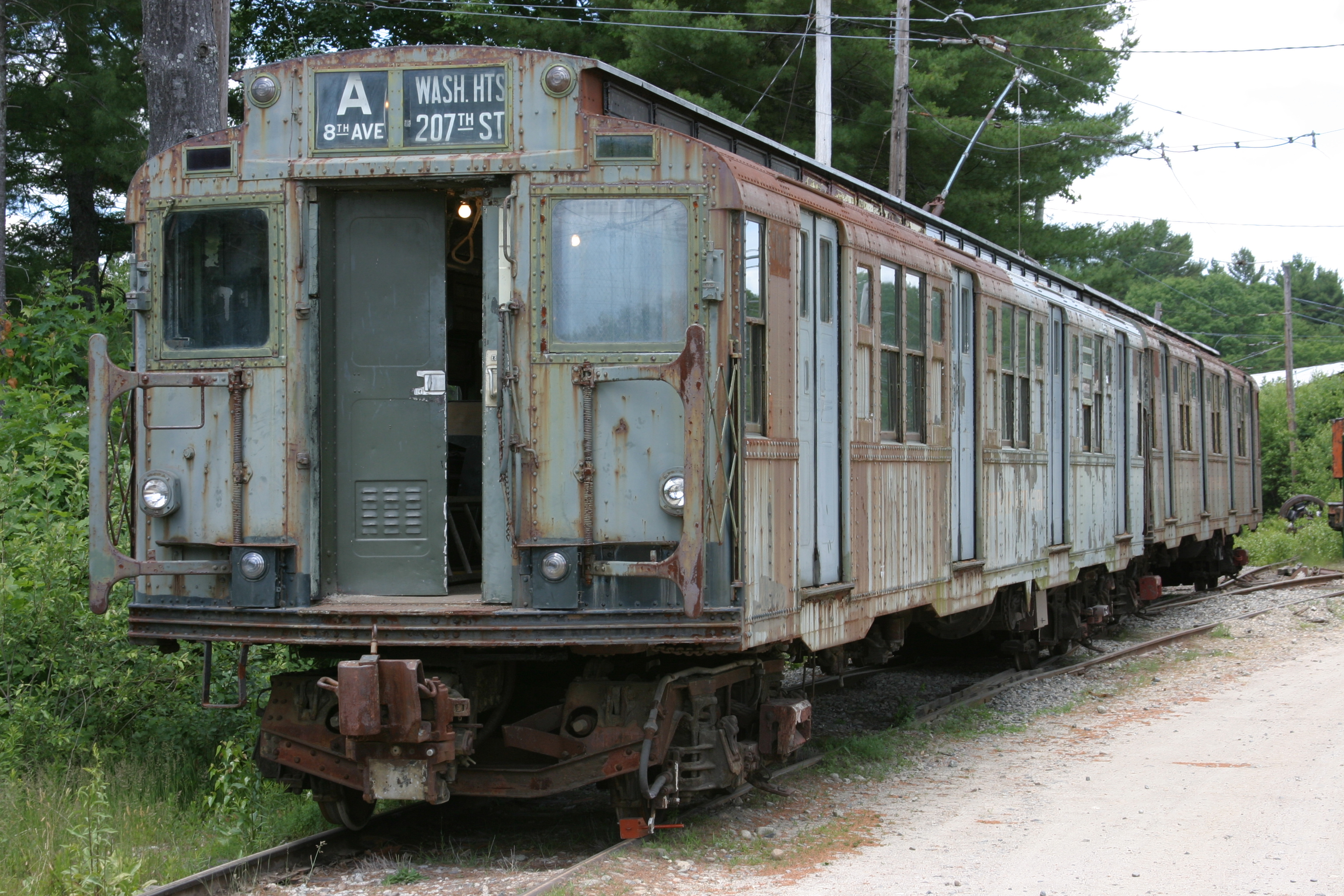
Вагон R4
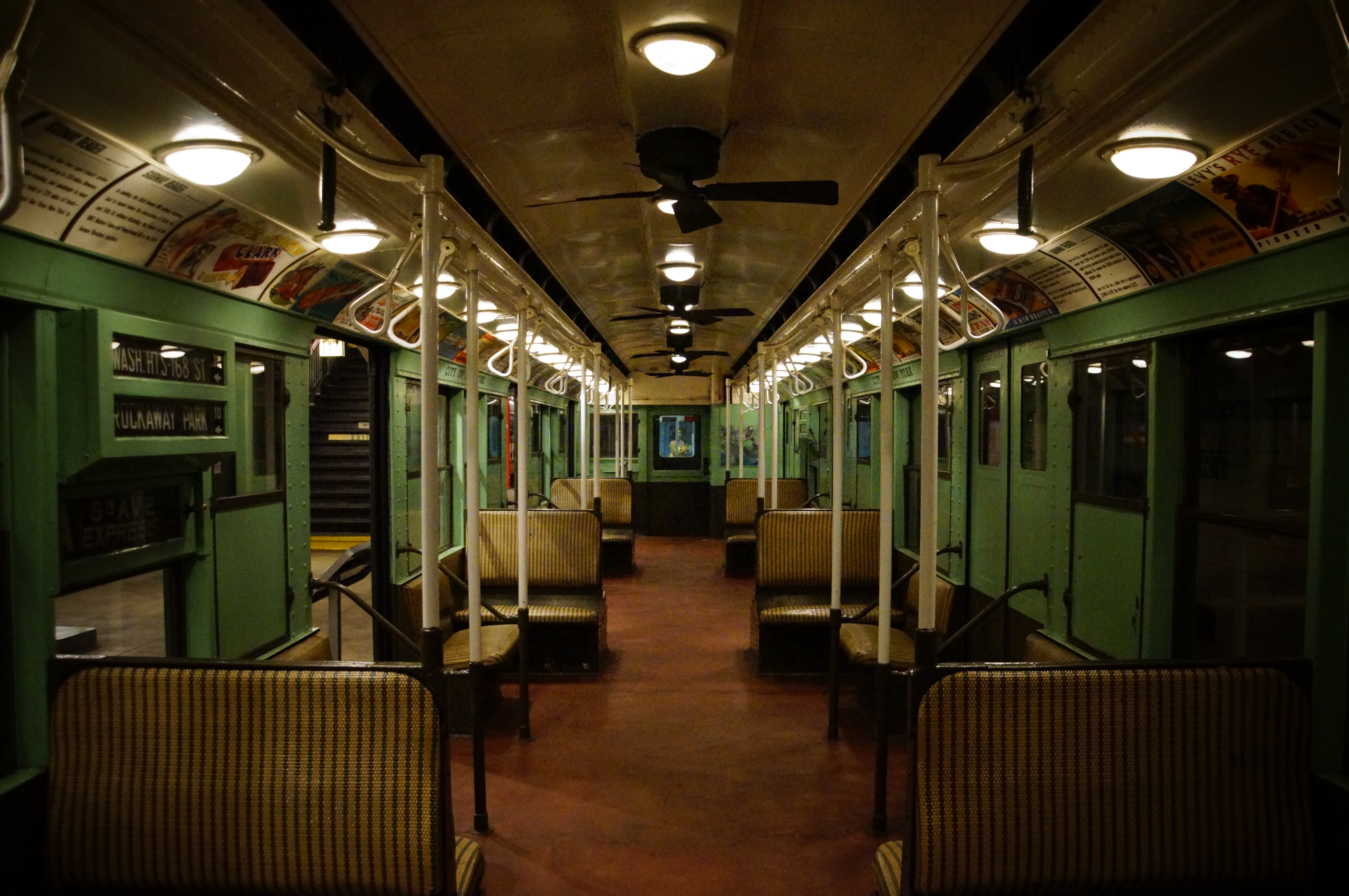
Интерьер вагона R4

### Второй этап развития

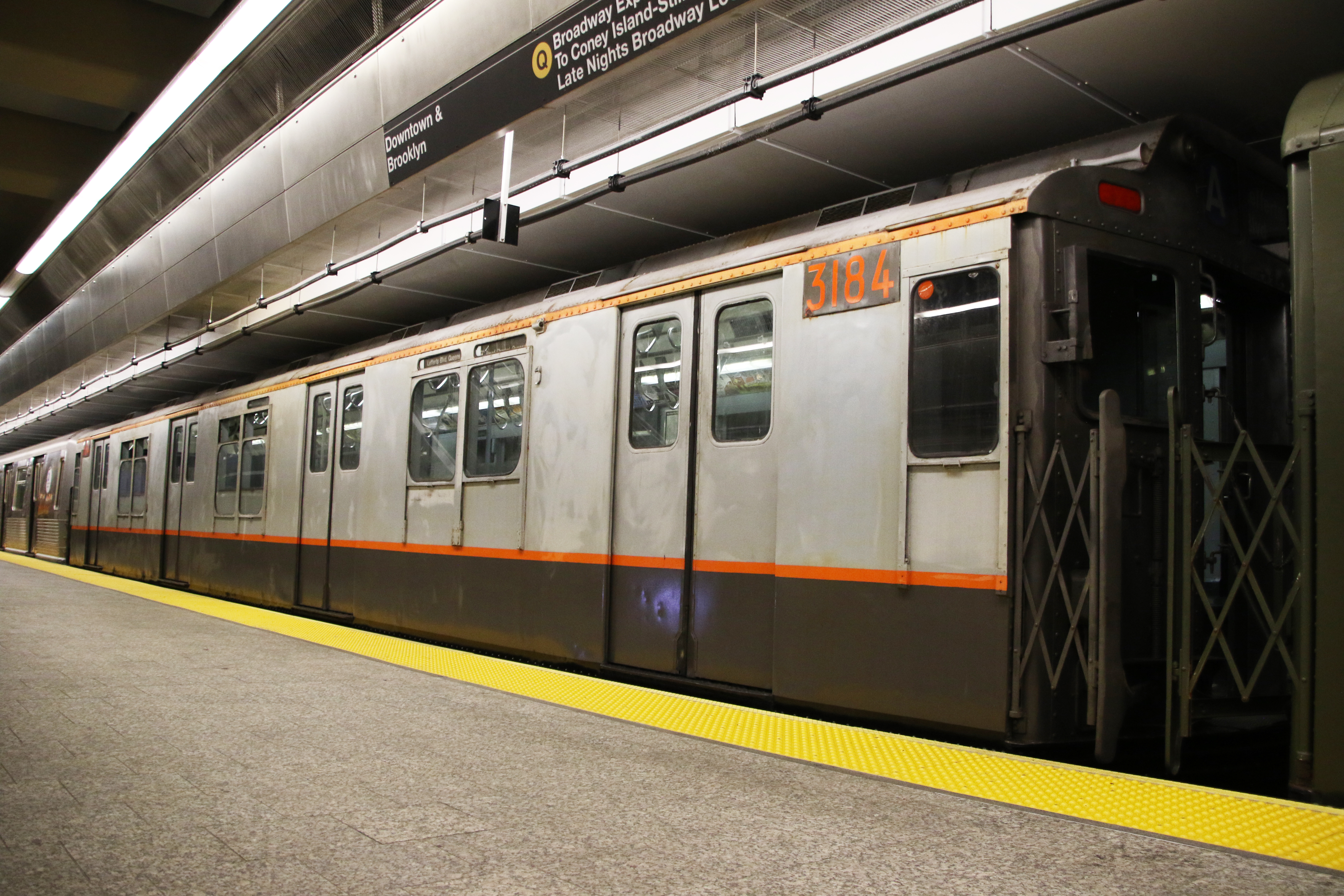
Вагон R10

В 1948 году появился новый дизайн цельносварного вагона с люминесцентными лампами освещения, который определил образ поезда метро до 1969 года. Основным функциональным изменением стало использование принципиально новой тормозной системы и другой системы подшипников. С точки зрения комфорта пассажиров никакие принципиальных улучшений не было сделано. По контракту R10 было изготовлено 400 вагонов за 2 года стоимостью 77 000 долларов каждый. Эти вагоны находились в эксплуатации в основном на линии А вплоть до 1977 года.
По контрактам R12 и R14 были выпущены 250 вагонов укороченного формата с электрическим приводом дверей. Произведенные в 1949 году, они находились в эксплуатации до 1964 года.
В 1950 компанией American car and Foundry Company были произведены первые 100 вагонов с арочной крышей по контракту R15. С точки зрения дизайны произошли большие изменения. В дверях появились иллюминаторы, сиденья изготовлены из кожзаменителя. С тех пор в новые вагоны больше не устанавливались сиденья из ротанга. В фальшпотолке были установлены вентиляторы принудительной вентиляции. Однако прослужили эти вагоны также до 1964 года.

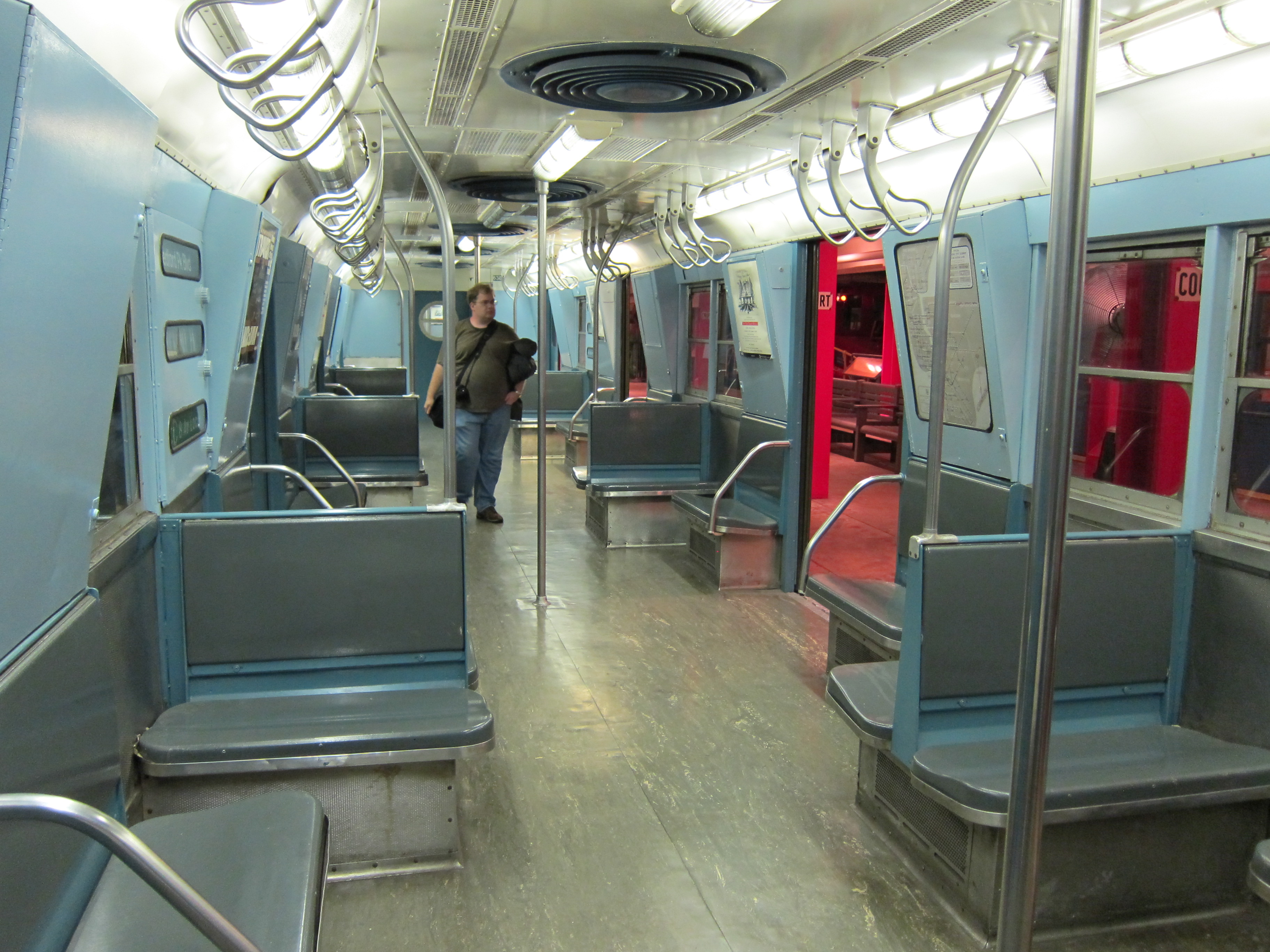
Интерьер вагона R16

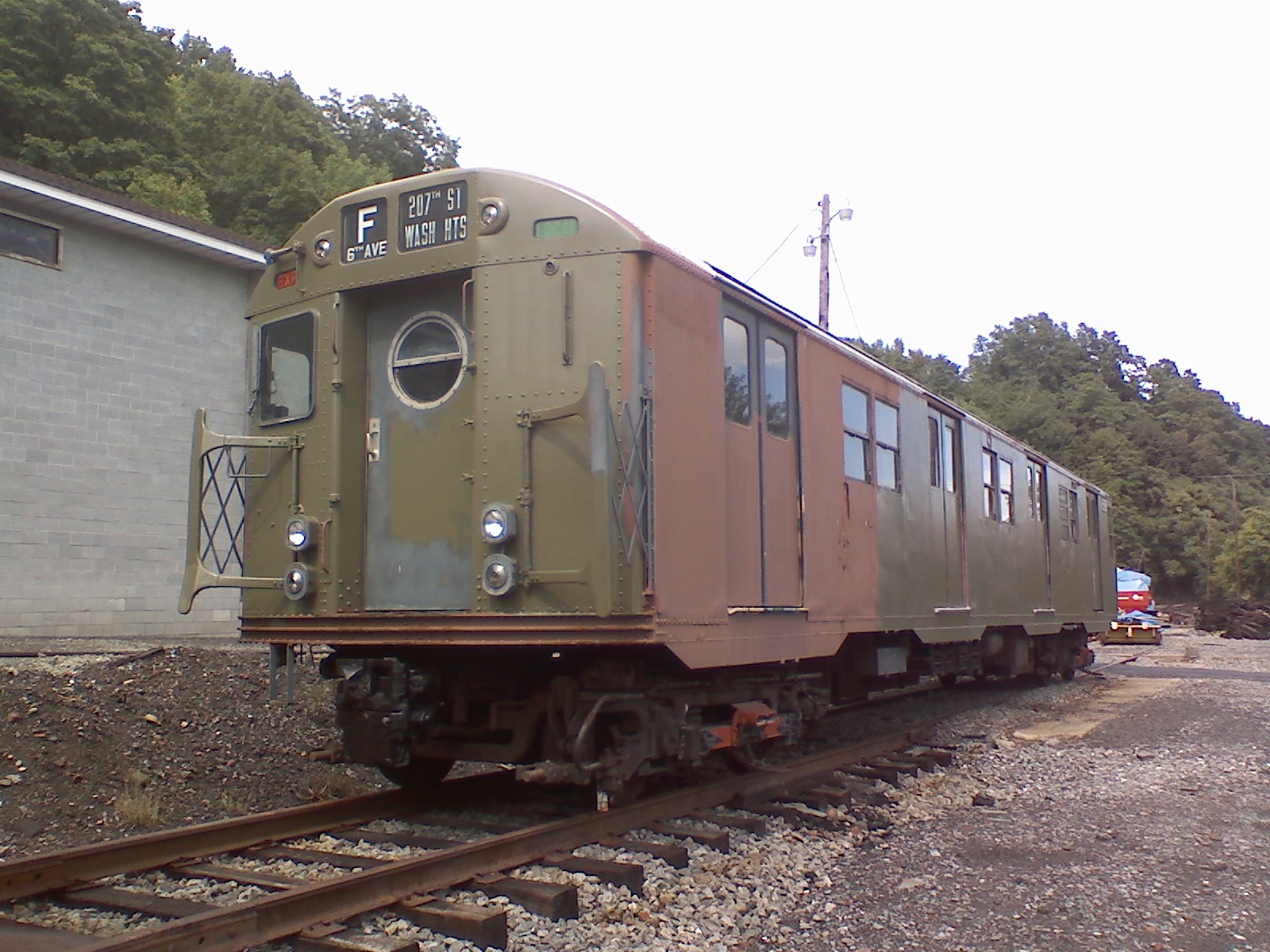
Вагон R16

С 1954 года вводится в эксплуатацию новый вагон (начиная с контракта R16), чей дизайн без больших изменений будет использован в более чем 3000 вагонах, использовавшихся на разных линиях.
В проекте 1955 года, выполненном по контракту R17 впервые проводится эксперимент по установке системы кондиционирования вместо системы вентиляции. Однако он признан неуспешным.
В 1959 и 1960 American Car and Foundry выполняет последний в своей истории заказ для метро Нью-Йорка изготавливая по контрактам R26 и R28 210 вагонов. Их принципиальным отличием является парность. Часть оборудования находилась в первом вагоне, часть во втором, стыковались они вторыми вагонами пары, поэтому длина состава была кратна четырём.

### Третий этап развития

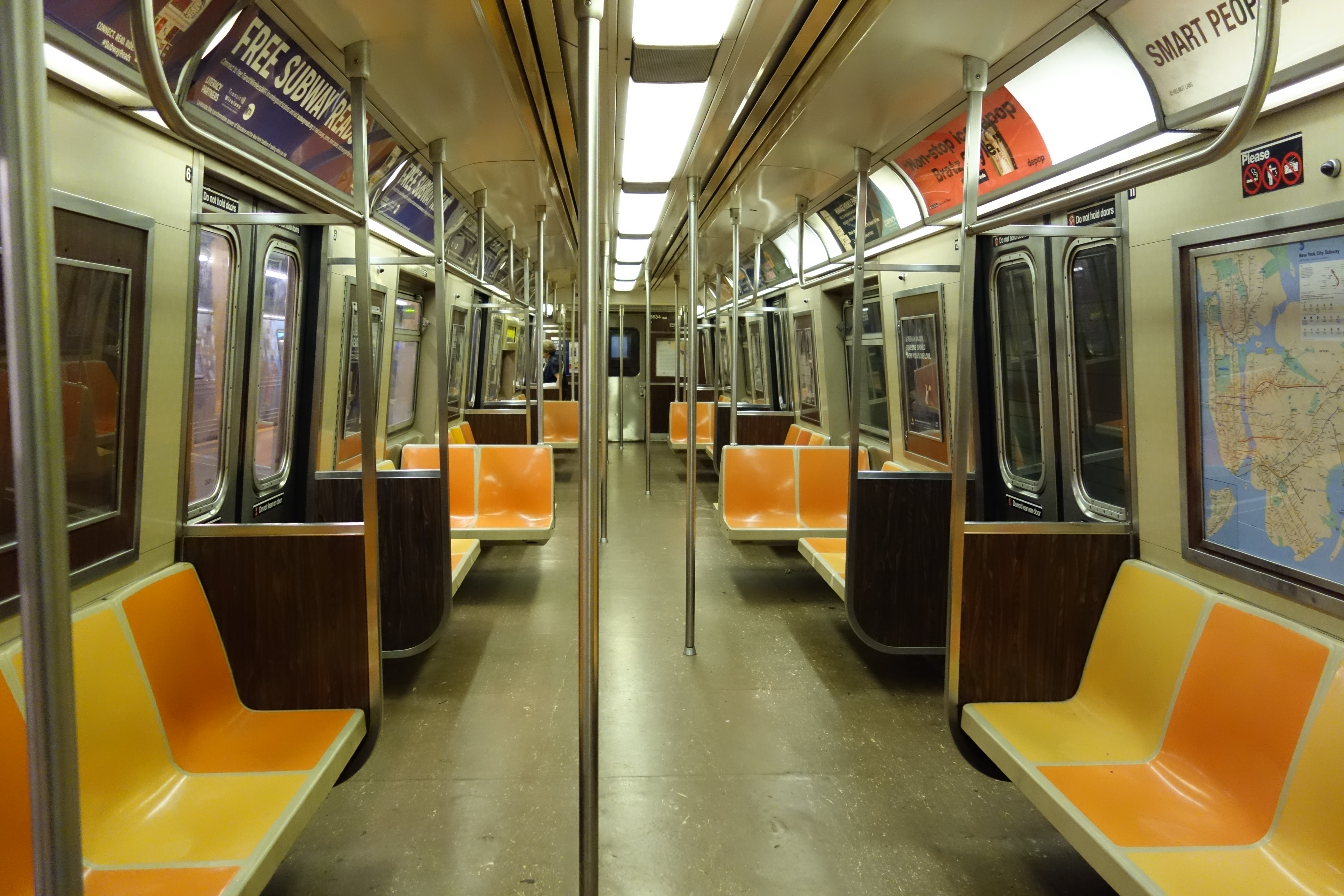
Вагон R46 — интерьер

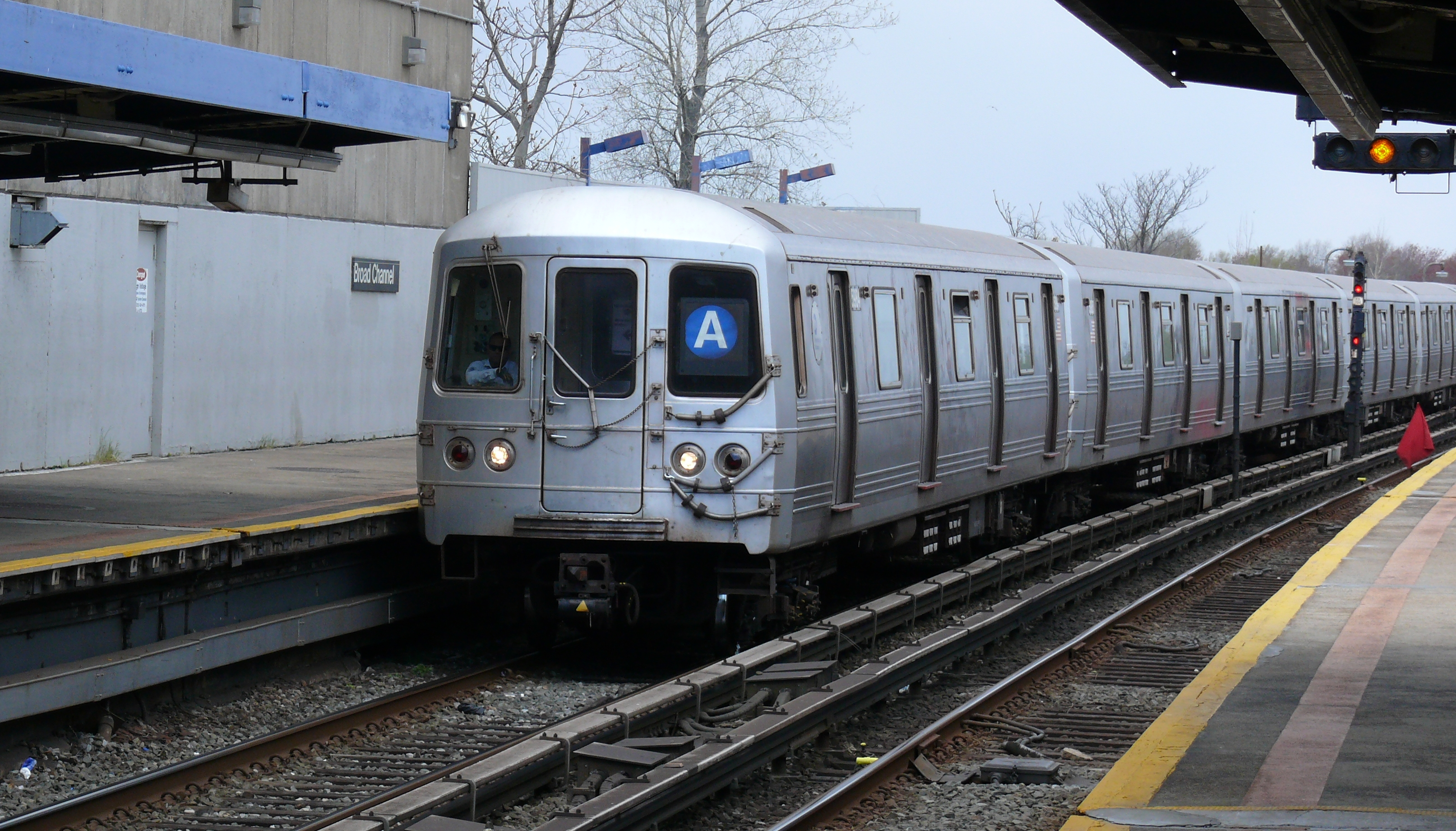
Состав R46

С 1968 года начинается эра применения кондиционеров в поездах метро Нью-Йорка. В последних поездах по контракту R38 кондиционер впервые устанавливается при сборке вагона. В некоторых модификациях поездов по контракту R40 кондиционеры используются в штатной комплектации. А начиная с контракта R42 все поезда, поставляемые метрополитену Нью-Йорка, в обязательном порядке снабжаются кондиционерами. Также кондиционеры устанавливаются в качестве модернизации на уже находящиеся в эксплуатации вагоны предыдущих серий.
В серии поездов по контракту R44 был сделан акцент не только на функциональную модернизацию (в этой серии неудачную), но и на эстетический комфорт пассажиров. Исполнение этого контракта стало последним для компаний-производителей St. Louis Car Company, Budd Company. Также с рынка пассажирского вагоностроения по истечении контракта R46, уходит Pullman Standard, несмотря на то, что каждый вагон обходится городу с 299 000 долларов.

## Современные пассажирские поезда

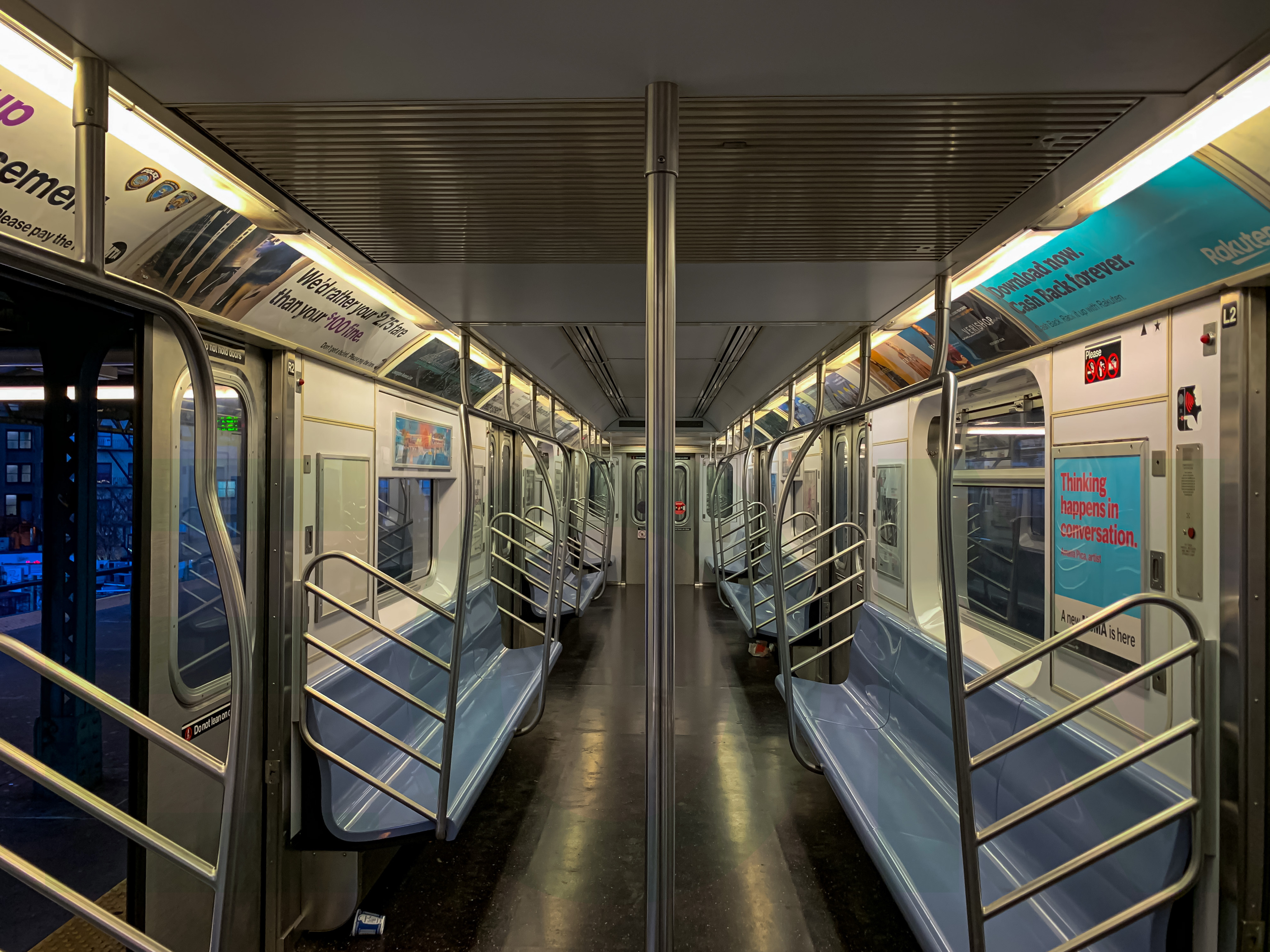
Салон вагона серии R142A в эксплуатации на маршруте 4

С начала 1980-х годов поставщиками подвижного состава становятся иностранные компании. Последовательно контракты выигрывают Kawasaki Heavy Industries, Alstom и Bombardier. Однако часть сборки выполняется на территории Америки. С конца 1990-х годов проходит большая модернизация подвижного состава метро, закупаются в больших количествах вагоны нового поколения «New Technology Trains». Сначала вагоны по контрактам R142, R143, R160 с 2000 по 2010 годы, затем новые серии поездов R179 и R188 с 2012 по 2020 годы. Благодаря унифицированному дизайну сделана попытка придать новое лицо метро Нью-Йорка.

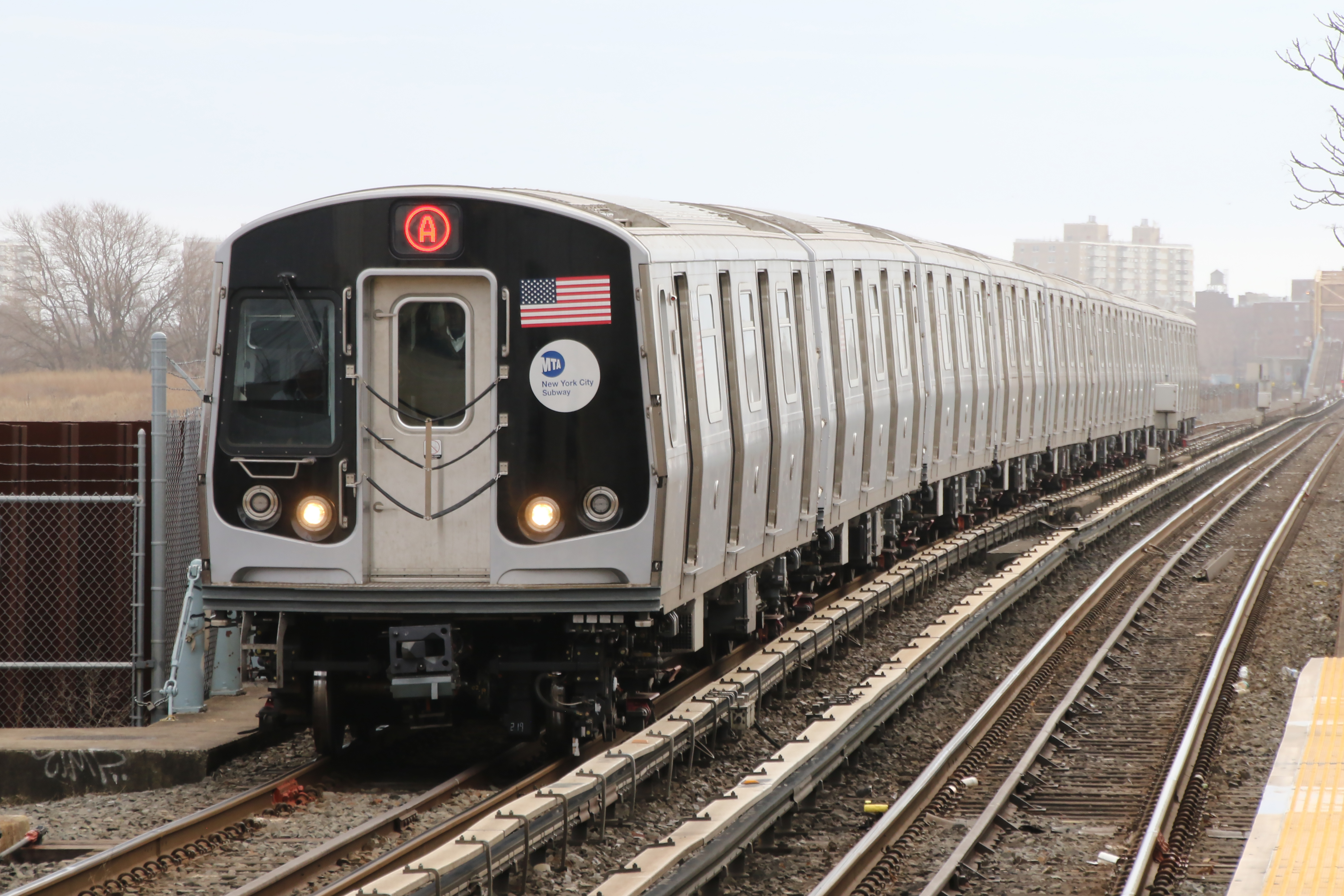
Состав R179 в пути
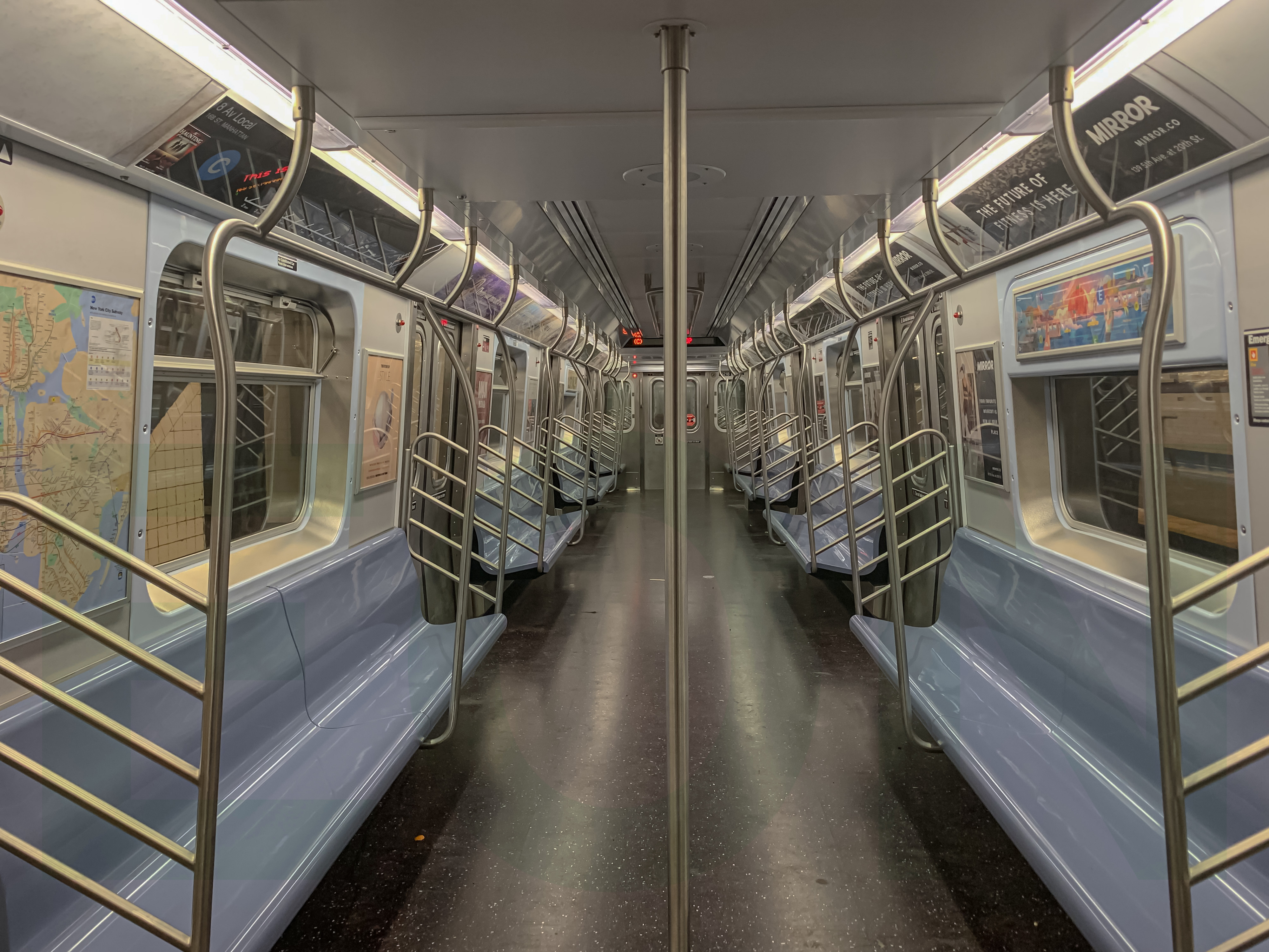
Интерьер вагона R179
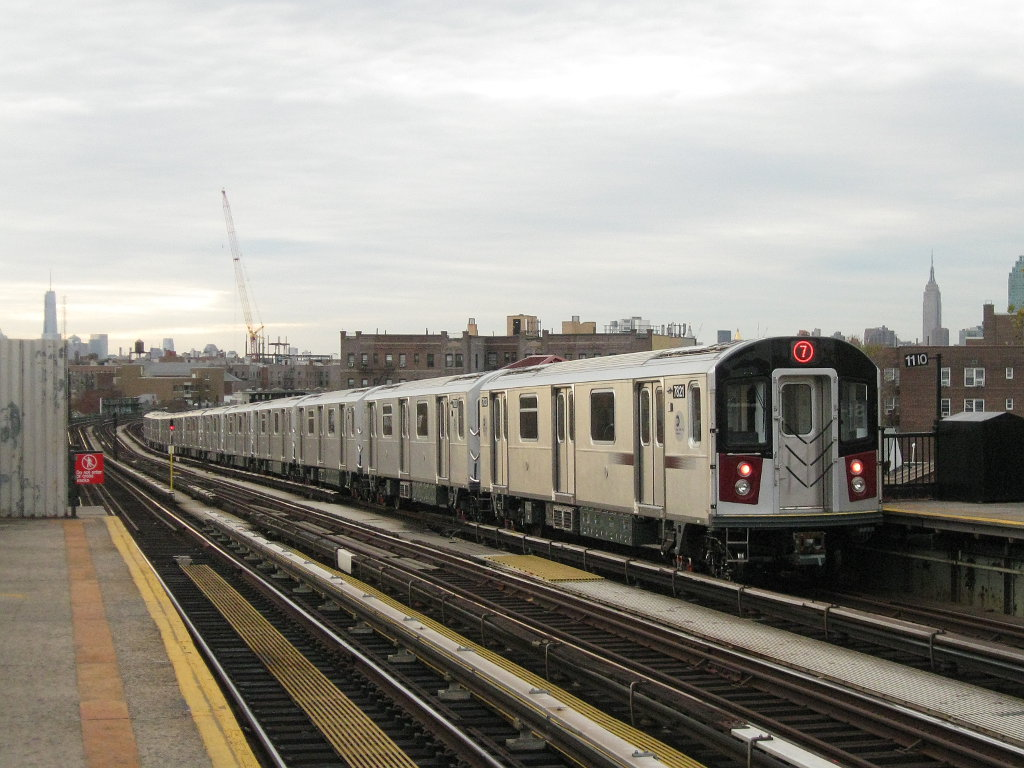
Состав R188 в пути
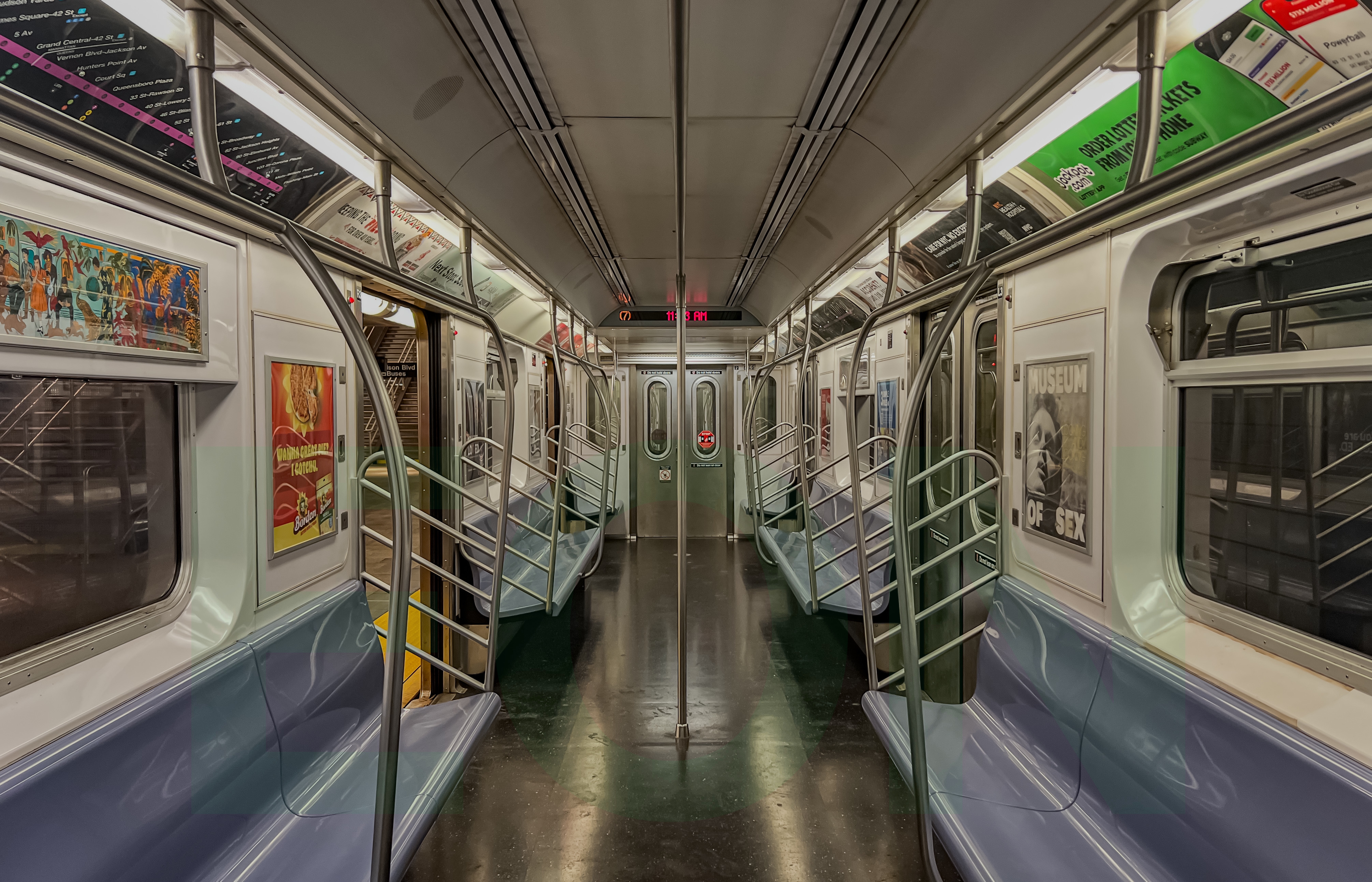
Интерьер вагона R188

## Запланированные к внедрению поезда
В 2018 году MTA одобрила план закупки новых поездов R211 в количестве 535 вагонов с опционом ещё на 1077 вагонов. Впервые в метрополитене Нью-Йорка будут испытываться составы с коридором между вагонами. Таких вагонов будет доставлено 22 в первой партии. Стоимость контракта составит 1,4 (3,7 — в случае дополнительного заказа) миллиарда долларов. Особенностью поездов будет внедрение автоматической системы управления движением (CBTC), что позволит сократить интервалы между поездами. Также в новых вагонах ширина дверного проему увеличится до 147 см, что на 32 % может сократить время остановки поезда на станции. В поездах будут установлено новое освещение (как внутренней, так и внешнее), мониторы для отображения актуальной информации о маршруте, а также USB разъемы для зарядки устройств пассажиров. Также поезда планируется оборудовать Wi-Fi. Заказ будет выполнять компания Kawasaki на заводах в штатах Нью-Йорк и Небраска. Одним из обязательств стало трудоустройство 470 квалифицированных сотрудников. Данные поезда запланировано использовать на линиях Дивизиона B и линии SIR на Стейтен-Айленде.

### MTA Capital Program
В рамках данной программы, принятой MTA в 2019 году, запланировано большое обновление метрополитена в период с 2020—2024 году. В том числе планируется закупка 1900 новых вагонов, что позволит заменить 1500 вагонов устаревших серий и расширить парк эксплуатируемой техники. На закупку вагонов планируется потратить 6 миллиардов долларов.

## Служебные и технические поезда
Так как не вся сеть метро находится под землёй, то в зимнее время для обслуживания путей используются 10 поездов-снегоудалителей и 5 поездов-антиобледенителей.
Для ремонта путей используются составы с платформами для перевозки грузов и краны. Также в парке метрополитена есть цистерны, мусоровозы и т. д.

До 2006 года эксплуатировались инкассаторские поезда (10 поездов) для сбора выручки.

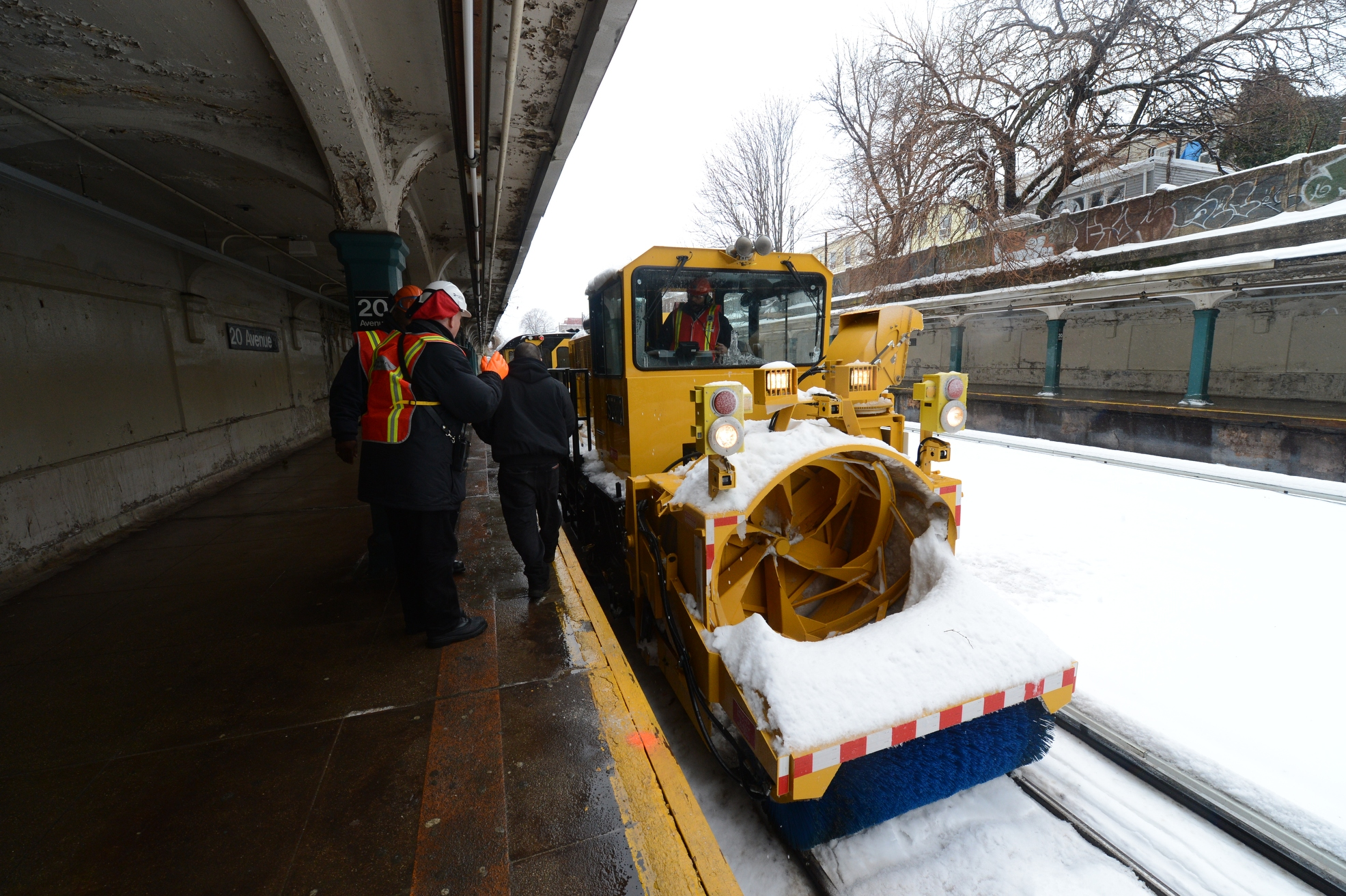
Снегоудалитель
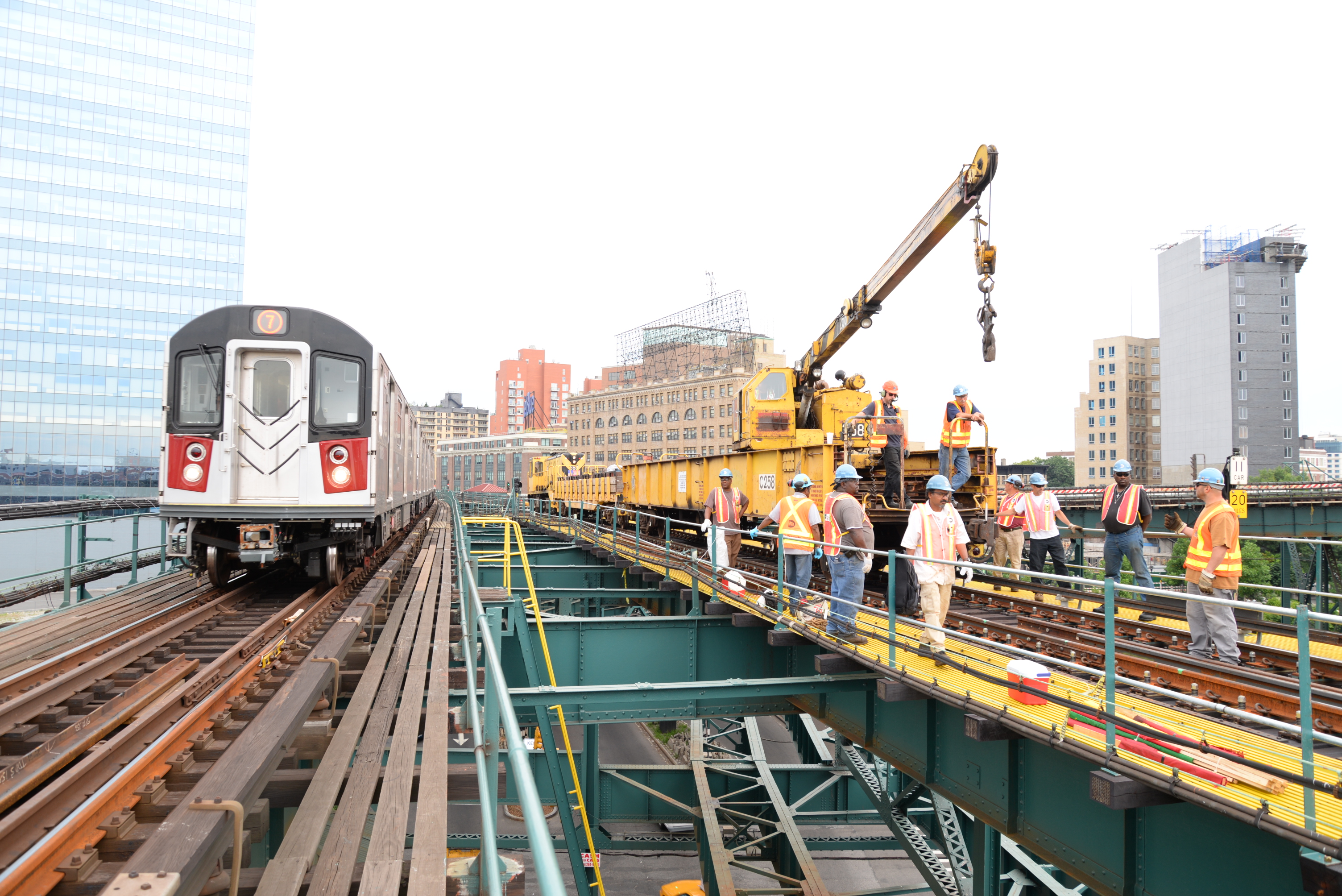
Кран
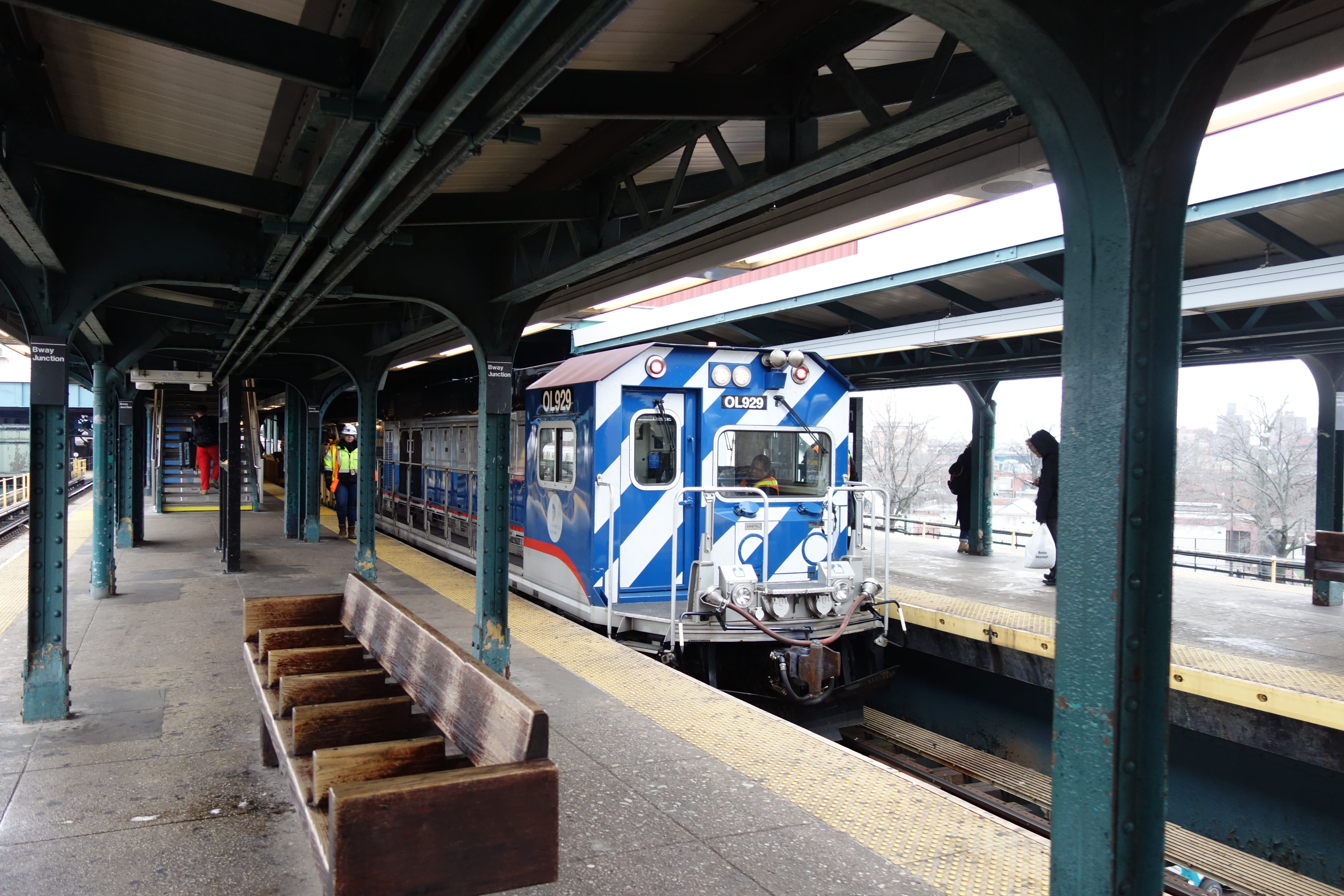
Дизельный локомотив
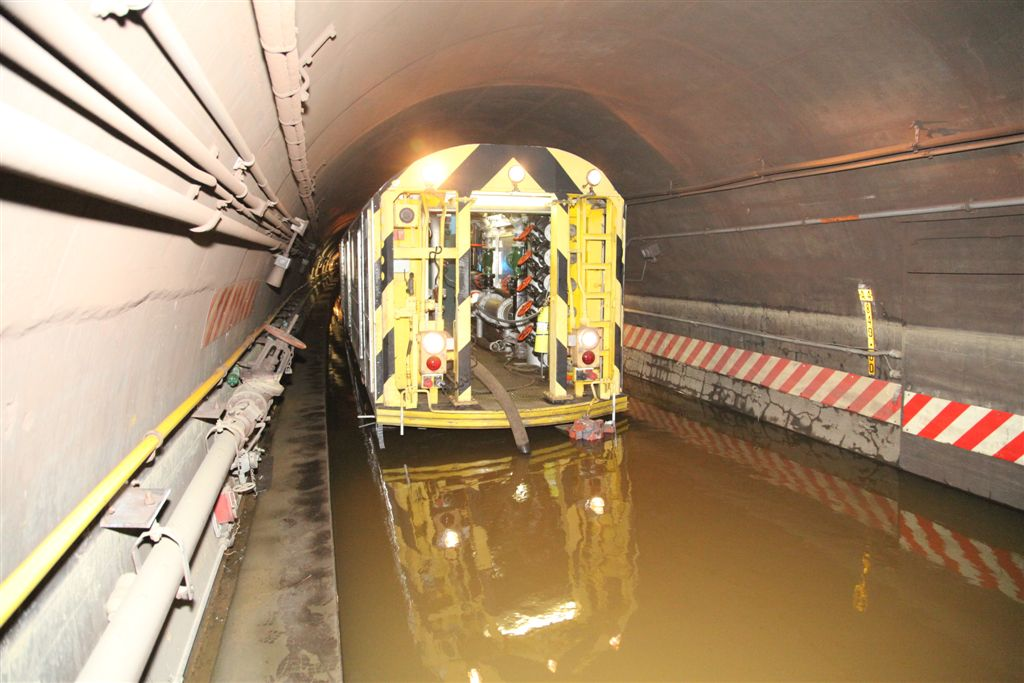
Поезд-насос
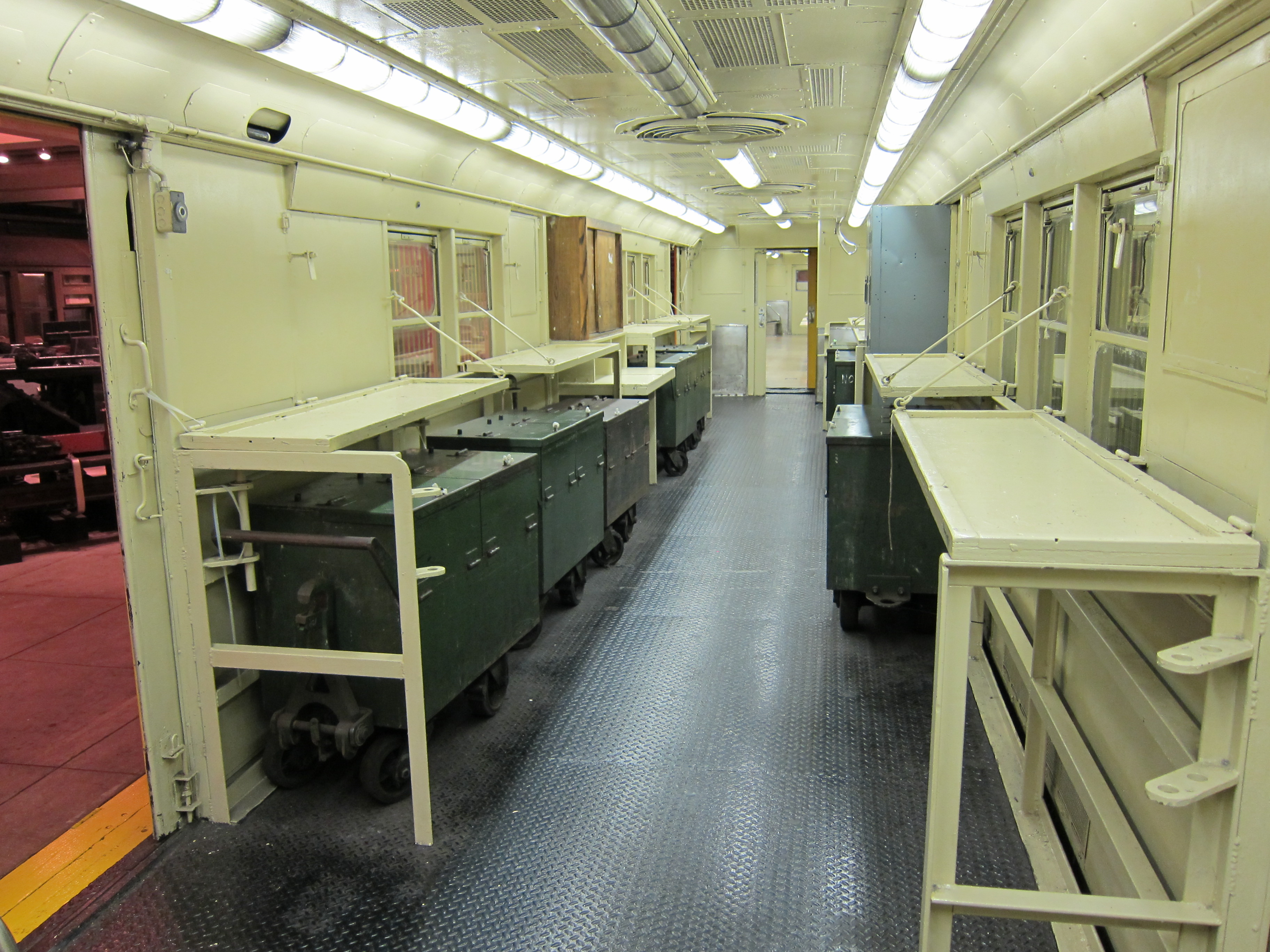
Инкассаторский вагон

### Поезда-очистители

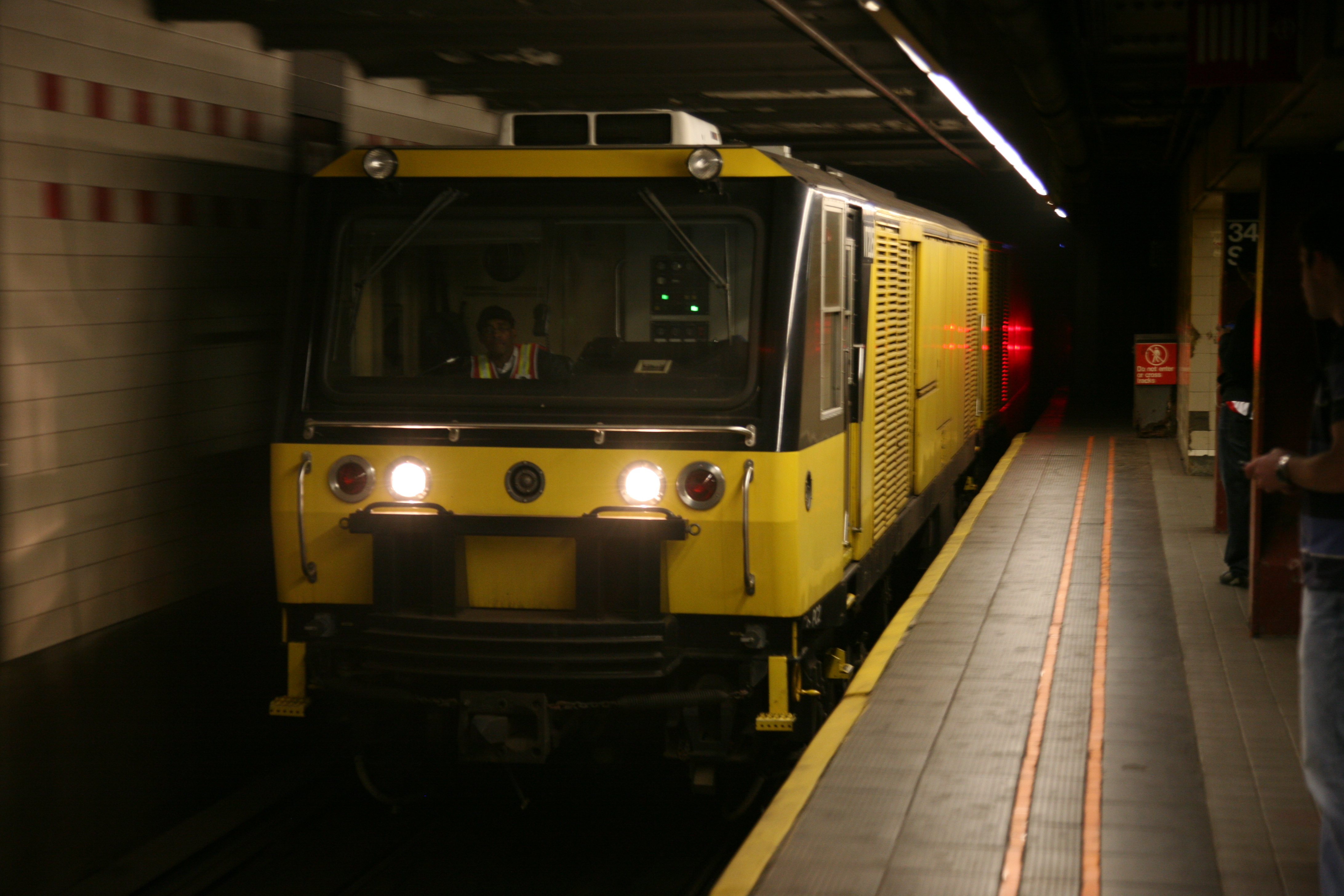
Vaktrak — дизельный поезд — вакуумный очиститель путей. Работает по принципу пылесоса

Для решения проблемы излишней загрязнённости путей, что вызывало засорение системы водоудаления, а также пожары, с 1997 года используются дизельные поезда-пылесосы. Всего было приобретено два поезда первого поколения (вступили в строй в 1997 и 2000 годах) и три поезда второго поколения (с 2018 года). Поезда Vaktrak французской компании NEU inc. представляют собой пятивагонный состав, где по краям локомотивы, а в центре пылесос. Новому пылесосу достаточно одного прохода для очищения всего пути, в отличие от старых, которым требовалось пройти несколько раз над участком. Первые два поезда планировалось снять с эксплуатации из-за частых поломок, низкой эффективности, высокого шума (92-100 децибел), несмотря на то что за каждый из них метрополитен заплатил 15 миллионов долларов.

## Построенный подвижной состав
| Тип вагона                           | Год постройки                     | Отделение                         | Производитель                                                    | Количество вагонов                | Бортовые номера                                                                                          | Год списания                      | Встречаются на маршрутах                                          | Формирование |
| ------------------------------------ | --------------------------------- | --------------------------------- | ---------------------------------------------------------------- | --------------------------------- | --- | --------------------------------- | ----------------------------------------------------------------- | --- |
| R1                                   | 1930—1931                         | IND                               | American Car and Foundry                                         | 300                               | 100—399                                                                                                  | 1971                              |                                                                   | только одиночки |
| R4                                   | 1932—1933                         | IND                               | American Car and Foundry                                         | 500                               | 400—899                                                                                                  | 1973                              |                                                                   | только одиночки |
| R6                                   | 1935—1936                         | IND                               | American Car and Foundry, Pullman Company, Pressed Steel Company | 500                               | 900—1399                                                                                                 | 1976                              |                                                                   | |
| R7                                   | 1937                              | IND                               | American Car and Foundry, Pullman Company                        | 150                               | 1400—1549                                                                                                | 1977                              |                                                                   | |
| R7A                                  | 1938                              | IND                               | Pullman Company, American Car and Foundry                        | 100                               | 1550—1649                                                                                                | 1977                              |                                                                   | |
| R9                                   | 1940                              | IND                               | American Car and Foundry, Pressed Steel Company                  | 153                               | 1650—1802                                                                                                | 1977                              |                                                                   | |
| R10                                  | 1948—1949                         | IND                               | American Car and Foundry                                         | 400                               | 1803—1852, 3000—3349                                                                                     | 1989                              |                                                                   | |
| R11                                  | 1949                              | IND/BMT                           | Budd Company                                                     | 10                                | 8010—8019                                                                                                | 1977                              |                                                                   | опытные поезда, переделаны в вагоны типа R34 в 1965                                                                      |
| R12                                  | 1948                              | IRT                               | American Car and Foundry                                         | 100                               | 5703—5802                                                                                                | 1981                              |                                                                   | |
| R14                                  | 1949                              | IRT                               | American Car and Foundry                                         | 150                               | 5803—5952                                                                                                | 1984                              |                                                                   | |
| R15                                  | 1950                              | IRT                               | American Car and Foundry                                         | 100                               | 5953—5999, 6200—6252                                                                                     | 1984                              |                                                                   | |
| R16                                  | 1955                              | BMT                               | American Car and Foundry                                         | 200                               | 6300—6499                                                                                                | 1987                              |                                                                   | |
| R17                                  | 1955—1956                         | IRT                               | St. Louis Car Company                                            | 400                               | 6500—6899                                                                                                | 1988                              |                                                                   | |
| R21                                  | 1956                              | IRT                               | St. Louis Car Company                                            | 250                               | 7050—7299                                                                                                | 1987                              |                                                                   | |
| R22                                  | 1957                              | IRT                               | St. Louis Car Company                                            | 450                               | 7300—7749                                                                                                | 1987                              |                                                                   | |
| R26                                  | 1959—1960                         | IRT                               | American Car and Foundry                                         | 110                               | 7750—7859                                                                                                | 2002                              |                                                                   | парами: чётный/нечётный                                                                                                  |
| R27                                  | 1960                              | BMT                               | St. Louis Car Company                                            | 230                               | 8020—8249                                                                                                | 1990                              |                                                                   | парами: чётный/нечётный                                                                                                  |
| R28                                  | 1960—1961                         | IRT                               | American Car and Foundry                                         | 100                               | 7860—7959                                                                                                | 2002                              |                                                                   | парами: чётный/нечётный                                                                                                  |
| R29                                  | 1962—1963                         | IRT                               | St. Louis Car Company                                            | 236                               | 8570—8805                                                                                                | 2002                              |                                                                   | парами: чётный/нечётный                                                                                                  |
| R30                                  | 1961                              | IND/BMT                           | St. Louis Car Company                                            | 320                               | 8250—8569                                                                                                | 1993                              |                                                                   | парами: чётный/нечётный                                                                                                  |
| R30A                                 | 1961                              | IND/BMT                           | St. Louis Car Company                                            | 60                                | 8352—8411                                                                                                | 1993                              |                                                                   | парами: чётный/нечётный                                                                                                  |
| R32                                  | 1964                              | IND/BMT                           | Budd Company                                                     | 300                               | 3350—3649                                                                                                | 2022                              |                                                                   | парами: чётный/нечётный                                                                                                  |
| R32A                                 | 1964                              | IND/BMT                           | Budd Company                                                     | 300                               | 3650—3949                                                                                                | 2020                              |                                                                   | парами: чётный/нечётный                                                                                                  |
| R33                                  | 1962—1963                         | IRT                               | St. Louis Car Company                                            | 500                               | 8806—9305                                                                                                | 2003                              |                                                                   | парами: чётный/нечётный                                                                                                  |
| R33 WF                               | 1962—1963                         | IRT                               | St. Louis Car Company                                            | 40                                | 9306—9345                                                                                                | 2003                              |                                                                   | только одиночки, сейчас только в качестве служебных. Построены для линии во Flushing, Queens                             |
| R34                                  | смотрите информацию о вагонах R11 | смотрите информацию о вагонах R11 | смотрите информацию о вагонах R11                                | смотрите информацию о вагонах R11 | смотрите информацию о вагонах R11                                                                        | смотрите информацию о вагонах R11 | смотрите информацию о вагонах R11                                 | смотрите информацию о вагонах R11                                                                                        |
| R36                                  | 1963—1964                         | IRT                               | St. Louis Car Company                                            | 34                                | 9524—9557                                                                                                | 2003                              |                                                                   | парами: чётный/нечётный                                                                                                  |
| R36 WF                               | 1963—1964                         | IRT                               | St. Louis Car Company                                            | 390                               | 9346—9523, 9558—9769                                                                                     | 2003                              |                                                                   | парами: чётный/нечётный, построены для IRT Flushing Line                                                                 |
| R38                                  | 1966—1967                         | IND/BMT                           | St. Louis Car Company                                            | 200                               | 3950—4149                                                                                                | 2009                              |                                                                   | парами: чётный/нечётный                                                                                                  |
| R39                                  | Не построены                      | IRT/BMT                           |                                                                  |                                   | |                                   |                                                                   | |
| R40                                  | 1968—1969                         | IND/BMT                           | St. Louis Car Company                                            | 200                               | 4150—4349 (изначально 4150—4249, 4350—4449)                                                              | 2009                              |                                                                   | парами: чётный/нечётный, в качестве головного/хвостового                                                                 |
| R40A/R40M                            | 1968—1969                         | IND/BMT                           | St. Louis Car Company                                            | 200                               | 4350—4549 (изначально 4250—4349, 4450—4549)                                                              | 2009                              |                                                                   | парами: чётный/нечётный, номера 4350—4449 в качестве головного/хвостового                                                |
| R42                                  | 1969—1970                         | IND/BMT                           | St. Louis Car Company                                            | 400                               | 4550—4949                                                                                                | 2020                              |                                                                   | парами: чётный/нечётный                                                                                                  |
| R44                                  | 1971—1972                         | IND/BMT/SIR                       | St. Louis Car Company                                            | 352                               | 5202—5479 (изначально 100—387), 388—435, 436—466 (только чётные)                                         | 2020                              |                                                                   | все поезда NYCT в 4-вагонном формировании на окраинах, вагоны для Staten island одиночные                                |
| R46                                  | 1975—1978                         | IND/BMT                           | Pullman Company                                                  | 754                               | 5482—6207 (изначально 500—1227), 6208—6258 (только чётные, первоначально: 1228—1278)                     | на линиях                         | A, C, N, W, Q, R, S (Rockaway)                                    | некоторые в четырёхвагонном исполнении с чётными вагонами по краям, некоторые составы из двух вагонов с чётными номерами |
| R55                                  | Не построены                      | IND/BMT                           |                                                                  |                                   | |                                   |                                                                   | |
| R62                                  | 1983—1985                         | IRT                               | Kawasaki Heavy Industries                                        | 325                               | 1301—1625                                                                                                | на линиях                         | 3                                                                 | 5-вагонные составы |
| R62A                                 | 1984—1987                         | IRT                               | Bombardier                                                       | 825                               | 1651—2475                                                                                                | на линиях                         | 1, 6, S (42nd)                                                    | есть одиночки, есть и 5-вагонные составы                                                                                 |
| R68                                  | 1986—1988                         | IND/BMT                           | Westinghouse—Amrail                                              | 425                               | 2500—2924                                                                                                | на линиях                         | B, D, G, N, S (Franklin), и W                                     | 2500—2915 в 4-вагонных составах, 2916—2924 одиночки, используются на линии Франклин Авеню, Би-Эм-Ти.                     |
| R68A                                 | 1988—1989                         | IND/BMT                           | Kawasaki Heavy Industries                                        | 200                               | 5001—5200                                                                                                | на линиях                         | A, B, N, W                                                        | 4-вагонные составы |
| R83                                  | Не построены                      | IND/BMT                           |                                                                  |                                   | |                                   |                                                                   | |
| R110A (контрактное обозначение R130) | 1992                              | IRT                               | Kawasaki Heavy Industries                                        | 10                                | 8001—8010                                                                                                | 1999                              |                                                                   | |
| R110B (контрактное обозначение R131) | 1992                              | IND/BMT                           | Bombardier                                                       | 9                                 | 3001—3009                                                                                                | 2000                              |                                                                   | 67-футовые вагоны, 3-вагонные составы                                                                                    |
| R142                                 | 1999—2003                         | IRT                               | Bombardier                                                       | 1030                              | 6301—7180, 1101—1250                                                                                     | на линиях                         | 2, 4, 5                                                           | 5-вагонные составы |
| R142A                                | 1999—2003                         | IRT                               | Kawasaki Heavy Industries                                        | 520                               | 7211—7730                                                                                                | на линиях                         | 4                                                                 | 5-вагонные составы |
| R142S                                | 2003—2005                         | IRT                               | Kawasaki Heavy Industries                                        | 80                                | 7731—7810                                                                                                | на линиях                         | 4                                                                 | 5-вагонные составы, дополнительный заказ R142, практически идентичен R142A                                               |
| R143                                 | 2001—2003                         | IND/BMT                           | Kawasaki Heavy Industries                                        | 212                               | 8101—8312                                                                                                | на линиях                         | L                                                                 | 4-вагонные составы, могут работать по CBTC, первые за 30 лет 60-футовые                                                  |
| R160A                                | 2005—2010                         | IND/BMT                           | Alstom                                                           | 1002                              | R160 A-1: 8313—8652; 9943—9974 (4-вагонные составы); R160 A-2: 8653—8712; 9233—9802 (5-вагонные составы) | на линиях                         | C, J, L, M, Z (4-вагонные составы) и E (5-вагонные составы), F, R | |
| R160B                                | 2005—2010                         | IND/BMT                           | Kawasaki Heavy Industries                                        | 660                               | 8713—9202; 9803—9942                                                                                     | на линиях                         | F, N, R, W                                                        | |
| R179                                 | 2016—2018                         | IND/BMT                           | Bombardier Transportation                                        | 300                               | 3010—3309                                                                                                | на линиях                         | A, C, J, Z                                                        | |
| R188                                 | 2011—2015                         | IRT                               | Kawasaki Heavy Industries                                        | 506                               | 7211—7590; 7811—7936                                                                                     | на линиях                         | 7                                                                 | 5- и 6-вагонные составы, могут работать по CBTC                                                                          |

## Используемый пассажирский подвижной состав
| Тип вагона | Год постройки | Производитель             | Количество вагонов |
| ---------- | ------------- | ------------------------- | ------------------ |
| R32        | 1964          | Budd Company              | 130                |
| R46        | 1975—1978     | Pullman Company           | 748                |
| R62        | 1983—1985     | Kawasaki Heavy Industries | 315                |
| R62A       | 1984—1987     | Bombardier                | 824                |
| R68        | 1986—1988     | Westinghouse—Amrail       | 425                |
| R68A       | 1988—1989     | Kawasaki Heavy Industries | 200                |
| R142       | 1999—2003     | Bombardier                | 1025               |
| R142A      | 1999—2003     | Kawasaki Heavy Industries | 220                |
| R143       | 2001—2003     | Kawasaki Heavy Industries | 212                |
| R160A      | 2005—2010     | Alstom                    | 1002               |
| R160B      | 2005—2010     | Kawasaki Heavy Industries | 660                |
| R179       | 2016—2018     | Bombardier Transportation | 318                |
| R188       | 2011—2015     | Kawasaki Heavy Industries | 506                |

Данные приведены по состоянию на октябрь 2020 года.